# Saint-Yorre
Pour les articles homonymes, voir Saint-Yorre (homonymie).
Saint-Yorre est une commune française rurale, située au sud-est du département de l'Allier, en région Auvergne-Rhône-Alpes.
La commune est connue pour son eau minérale. Membre de la communauté d'agglomération Vichy Communauté, de l'unité urbaine et de l'aire d'attraction de Vichy, elle est peuplée de 2 618 habitants en 2022, appelés les Saint-Yorrais et les Saint-Yorraises.

## Géographie

### Localisation
Saint-Yorre est localisée au sud-est du département de l'Allier, sur la rive droite de l'Allier. Elle est incluse dans l'unité urbaine, l'aire d'attraction, le bassin de vie et la zone d'emploi de Vichy, et fait partie du cœur urbain de l'ancienne communauté d'agglomération de Vichy Val d'Allier, devenue Vichy Communauté le 1er janvier 2017.
À vol d'oiseau, elle est située à 7,2 km au sud-sud-est de la sous-préfecture Vichy ; à 56,5 km au sud de Moulins, chef-lieu du département ; à 43,5 km au nord-est de Clermont-Ferrand ; et à 111 km à l'ouest-nord-ouest de Lyon, chef-lieu de région.
Le territoire de la commune de Saint-Yorre est limitrophe de six autres communes : en rive gauche, Hauterive, Saint-Priest-Bramefant et Saint-Sylvestre-Pragoulin (ces deux dernières étant situées dans le département du Puy-de-Dôme) ; en rive droite : Abrest, Busset et Mariol.
| Hauterive                               | Abrest                               |        |
| Saint-Sylvestre-Pragoulin (Puy-de-Dôme) | Saint-Yorre                          | Busset |
|                                         | Saint-Priest-Bramefant (Puy-de-Dôme) | Mariol |

### Géologie et relief
La commune repose sur des formations alluviales composées de sables, de graviers et de galets ou d'argiles. La partie nord-est est composée de sédiments hercyniens et de roches éruptives.
La commune s'étend sur 635 hectares. Le relief de la commune est peu présent. Son altitude varie de 258 mètres, au sud-ouest de la commune, à 325 mètres au nord-est.

### Hydrographie
La commune est située sur la plaine alluviale de l'Allier. La rivière « dessine de nombreux méandres anastomosés […], peu visibles car engoncés et noyés dans une large […] forêt alluviale de [500 à 700 mètres] de large ».
Trois de ses affluents coulent sur le territoire communal :
- le Gourcet, long de 12,68 km, prend sa source à Arronnes[7]. Il comprend un sous-affluent, le Parmey, long de 3 km[8] ;
- le ruisseau des Andraux, long de 2,6 km, prend sa source sur la commune limitrophe de Busset[9] ;
- le ruisseau de Coupe-Gorge, long de 3,6 km, coule à la frontière avec Abrest[10]. L'ancien tracé de la route nationale 106, dévié en 1977, franchissait ce ruisseau, devenu une déchèterie sauvage avec dépôts de gravats, d'ordures ou de déchets, contribuant à la pollution de l'environnement. Le département a procédé au déclassement de ce délaissé du domaine public routier en 2013[11]. Cette décision a été approuvée par le conseil municipal en mai 2013[STY 1].

### Climat
Pour des articles plus généraux, voir Climat d'Auvergne-Rhône-Alpes et Climat de l'Allier.
En 2010, le climat de la commune est de type climat océanique dégradé des plaines du Centre et du Nord, selon une étude du CNRS s'appuyant sur une série de données couvrant la période 1971-2000. En 2020, Météo-France publie une typologie des climats de la France métropolitaine dans laquelle la commune est exposée à un climat de montagne ou de marges de montagne et est dans la région climatique Nord-est du Massif Central, caractérisée par une pluviométrie annuelle de 800 à 1 200 mm, bien répartie dans l'année.
Pour la période 1971-2000, la température annuelle moyenne est de 11,2 °C, avec une amplitude thermique annuelle de 16,7 °C. Le cumul annuel moyen de précipitations est de 856 mm, avec 10,8 jours de précipitations en janvier et 8 jours en juillet. Pour la période 1991-2020, la température moyenne annuelle observée sur la station météorologique de Météo-France la plus proche, « Vichy-Ville », sur la commune de Vichy à 7 km à vol d'oiseau, est de 12,7 °C et le cumul annuel moyen de précipitations est de 799,6 mm,. Pour l'avenir, les paramètres climatiques de la commune estimés pour 2050 selon différents scénarios d'émission de gaz à effet de serre sont consultables sur un site dédié publié par Météo-France en novembre 2022.

## Urbanisme

### Typologie
Au 1er janvier 2024, Saint-Yorre est catégorisée bourg rural, selon la nouvelle grille communale de densité à 7 niveaux définie par l'Insee en 2022.
Elle appartient à l'unité urbaine de Vichy, une agglomération intra-départementale dont elle est une commune de la banlieue,. Par ailleurs la commune fait partie de l'aire d'attraction de Vichy, dont elle est une commune de la couronne,. Cette aire, qui regroupe 50 communes, est catégorisée dans les aires de 50 000 à moins de 200 000 habitants,.

### Occupation des sols

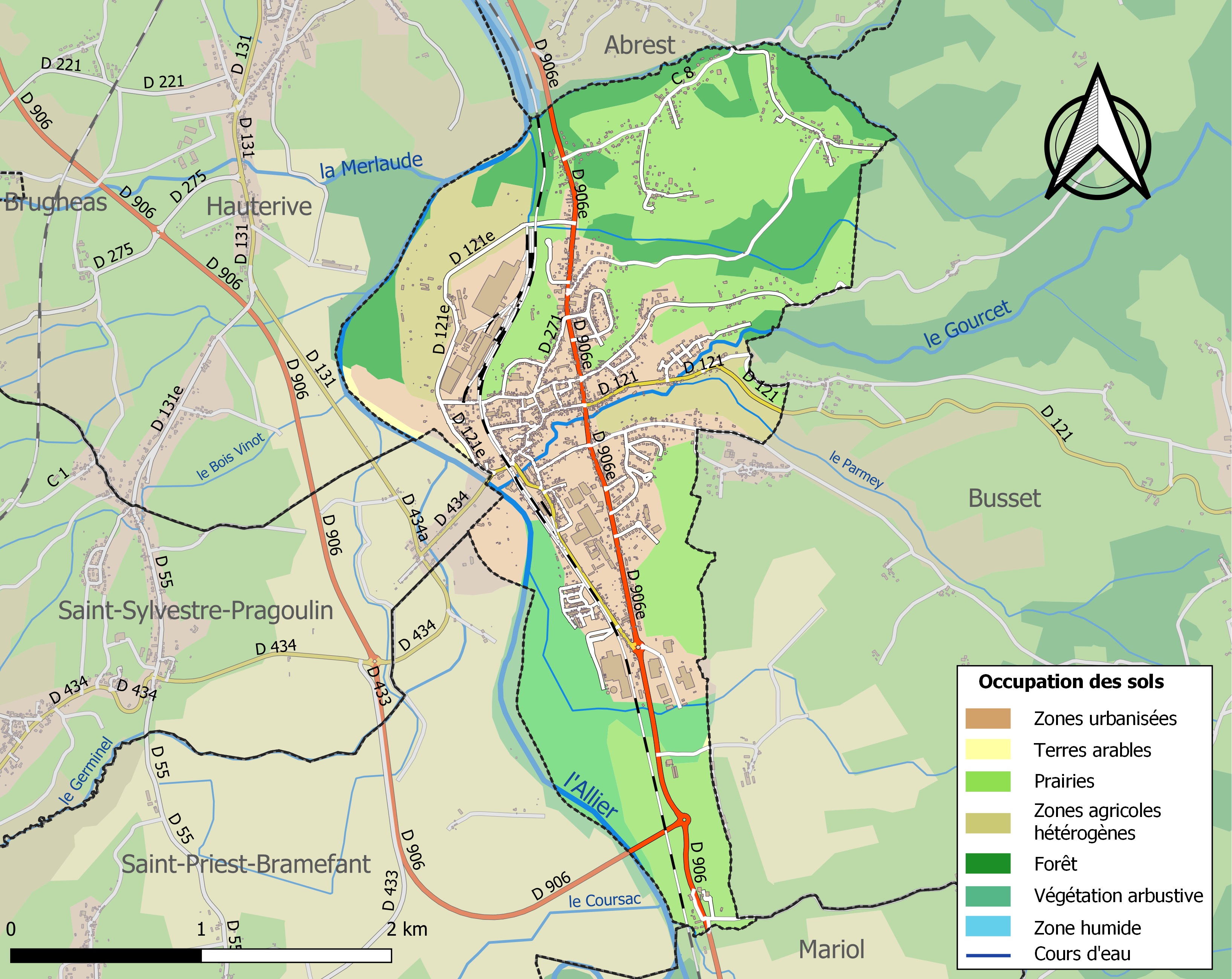
Carte des infrastructures et de l'occupation des sols de la commune en 2018 (CLC).

L'occupation des sols de la commune, telle qu'elle ressort de la base de données européenne d’occupation biophysique des sols Corine Land Cover (CLC), est marquée par l'importance des territoires agricoles (45,4 % en 2018), en diminution par rapport à 1990 (56,1 %). La répartition détaillée en 2018 est la suivante : prairies (34,8 %), zones urbanisées (25 %), forêts (14,1 %), milieux à végétation arbustive et/ou herbacée (10,4 %), zones agricoles hétérogènes (9,7 %), zones industrielles ou commerciales et réseaux de communication (5 %), terres arables (0,9 %).
L'IGN met par ailleurs à disposition un outil en ligne permettant de comparer l’évolution dans le temps de l’occupation des sols de la commune (ou de territoires à des échelles différentes). Plusieurs époques sont accessibles sous forme de cartes ou photos aériennes : la carte de Cassini (XVIIIe siècle), la carte d'état-major (1820-1866) et la période actuelle (1950 à aujourd'hui).

### Morphologie urbaine

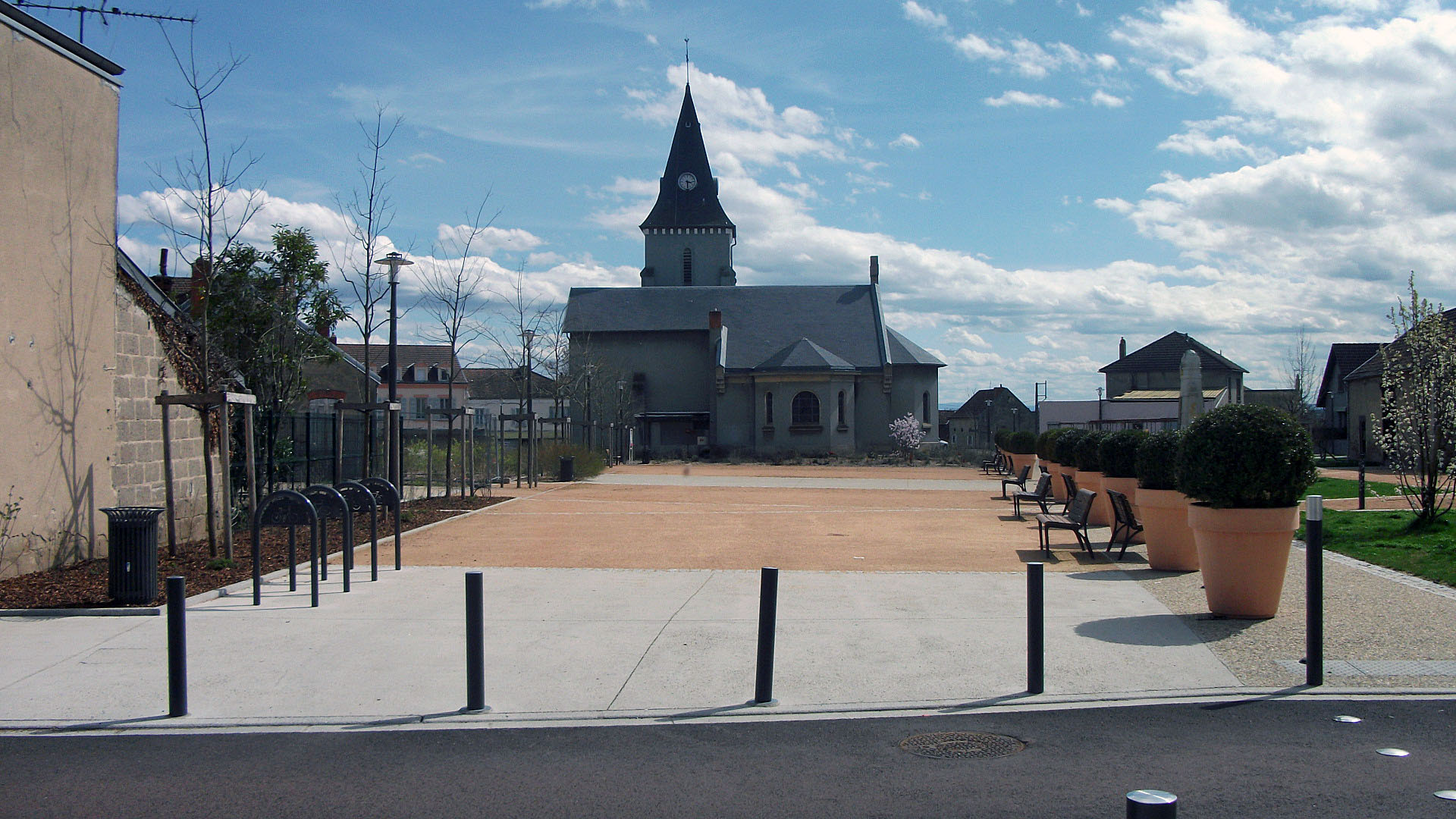
L'esplanade Eugène-Rouchon.

Sur les 635 hectares de superficie communale, 147,7 sont des espaces habités et 69,5 sont réservés aux espaces économiques.
Entre 2010 et 2014, la rénovation du centre-ville ainsi que des parvis a permis la reconstruction de la halle du marché et la création d'une aire de jeux.
La place du marché, la place de la mairie (avec fontaines), l'esplanade Eugène-Rouchon et l'extension de la mairie ont été inaugurées le 22 juin 2013. Les travaux des deux places et de l'esplanade, ainsi que les alentours de l'église, ont nécessité trois ans alors que ceux de la mairie, commencés en 2012, ont compris l'accessibilité aux personnes à mobilité réduite. Le montant des chantiers s'élève à 3 242 000 €. Outre ces travaux, des parkings (automobiles et vélos) ont été aménagés sur les secteurs rénovés et des rues ont été classées en zone 30.

### Logement
En 2020, la commune comptait 1 523 logements, contre 1 474 en 2014 et 1 423 en 2009. Parmi ces logements, 81,9 % étaient des résidences principales, 1,5 % des résidences secondaires et 16,7 % des logements vacants. Ces logements étaient pour 73,5 % d'entre eux des maisons individuelles et pour 24,5 % des appartements.
La proportion des résidences principales, propriétés de leurs occupants était de 68,1 %, en hausse sensible par rapport à 2014 (65,1 %). La part de logements HLM loués vides était de 10,7 % (contre 14,8 %).
La communauté d'agglomération Vichy Communauté a élaboré un programme local de l'habitat (PLH), approuvé le 5 décembre 2019 et valable pour la période 2020-2025, qui fixe quatre orientations (reconquête de l'habitat en centre-bourg, adaptation et diversification de l'habitat pour répondre aux besoins des habitants, promotion d'un habitat durable et performant, animation, mise en œuvre et évaluation de la politique de l'habitat). Saint-Yorre est l'un des trois pôles d'équilibre de l'intercommunalité (avec Le Mayet-de-Montagne et Saint-Germain-des-Fossés), dont les besoins sont de 90 % de constructions neuves (60 % sur terrains nus et 30 % après démolition) et de 10 % de remise sur le marché après vacance. Pour la commune, les besoins en résidences principales sont de 52 constructions neuves sur terrains nus, 26 constructions neuves après démolition et la remise sur le marché de neuf logements vacants. La consommation foncière prévue par ce PLH est de 3,5 hectares.
Saint-Yorre n'est pas concernée par l'obligation de disposer de 20 % de logements sociaux, l'article 55 de la loi SRU ne s'appliquant qu'aux communes de plus de 3 500 habitants. Pour la période 2020-2025, le besoin est évalué à 30 logements (9 sur terrain nu, 8 sur terrain après démolition, 7 après remise sur le marché de logements vacants et 6 après convention avec l'ANAH).

### Planification de l'aménagement
La loi SRU du 13 décembre 2000 a incité fortement les communes à se regrouper au sein d'un établissement public, pour déterminer les parties d'aménagement de l'espace au sein d'un schéma de cohérence territoriale (SCoT), un document essentiel d'orientation stratégique des politiques publiques à une grande échelle. La commune est incluse dans le SCoT de Vichy Communauté, approuvé sur le périmètre de l'ancienne communauté d'agglomération de Vichy Val d'Allier le 18 juillet 2013 et révisé en juin 2019.
Le plan local d'urbanisme a été approuvé par une décision du conseil communautaire de Vichy Communauté le 28 septembre 2017 et modifié par délibérations des 8 mars 2018 et 8 juillet 2021.

### Voies de communication et transports

#### Voies routières
Saint-Yorre est traversée par la route départementale 906e (ancienne D 906) desservant le sud de l'agglomération et l'est du département du Puy-de-Dôme ; du centre-ville, Thiers est à 27 km au sud et Vichy à 7 km au nord. Depuis 2022, l'intégralité de cette route, composée des avenues de Vichy et de Thiers, est en cours de rénovation : à commencer par la création de deux giratoires, dont l'un dessert la maison de santé, afin « de donner une meilleure visibilité et un meilleur accès à l'entrée de la commune » selon le maire ; la fin des travaux, d'un montant de 4 millions d'euros, est prévue en 2026.
Le contournement sud-ouest débouche au sud de la commune sur la D 906 et porte également ce numéro : les travaux, démarrés fin 2011, ont vite été arrêtés pour des raisons environnementales. Un nouveau pont a été construit au sud après soumission à une déclaration d'utilité publique dans le cadre de la loi sur l'eau. La route, inaugurée le 28 janvier, est ouverte depuis le 2 février 2016 (l'ancien tracé devenant la D 906e). Ce chantier a coûté 75 millions d'euros ; cette longue interruption des travaux n'a pas empêché des associations environnementales de déposer un recours contre un arrêté préfectoral autorisant la reprise du chantier du contournement.
Dans le prolongement de la D 434 côté Puy-de-Dôme, de l'autre côté de la rivière Allier (sur la commune de Saint-Sylvestre-Pragoulin), la D 121 franchit l'Allier par un pont — rénové en 2022 par le département de l'Allier, inauguré le 16 mai 2023 et rebaptisé « pont des Sources », — puis emprunte les rues du Pont, Gambetta et de la Liberté, ces deux dernières ayant été rénovées dans le cadre du réaménagement du bourg, puis continuant après le carrefour avec la D 906e (ancienne D 906) en direction de Busset. Une antenne, la D 121e, longue de plus de deux kilomètres, passe à proximité des usines d'embouteillage de Saint-Yorre.
Il existe également une D 271, correspondant à la rue du Commandant-Romon, reliant la D 906e au centre-ville.
La commune gère 19 842 mètres de voies communales.

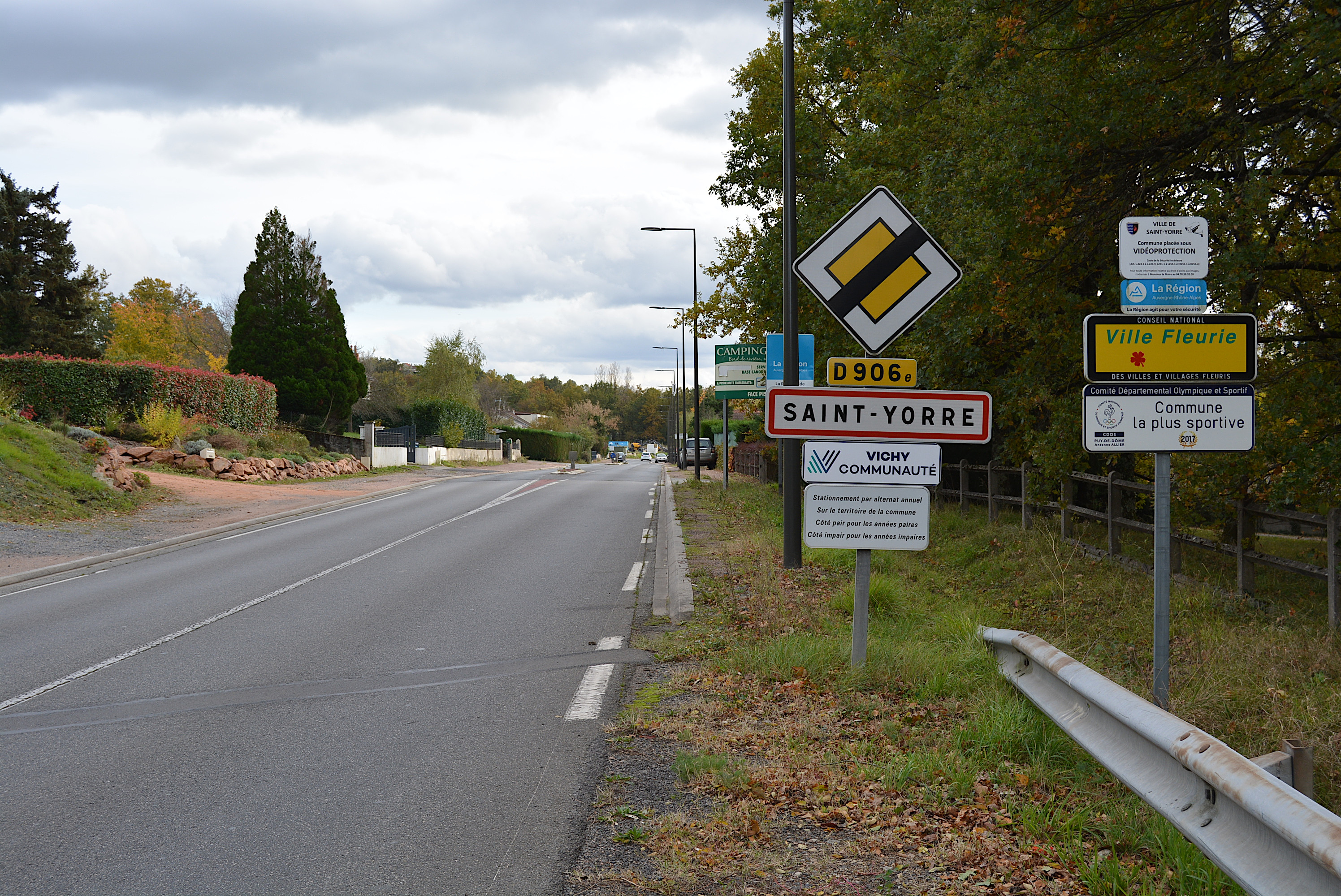
Entrée par la D 906e, depuis Vichy, en novembre 2023.
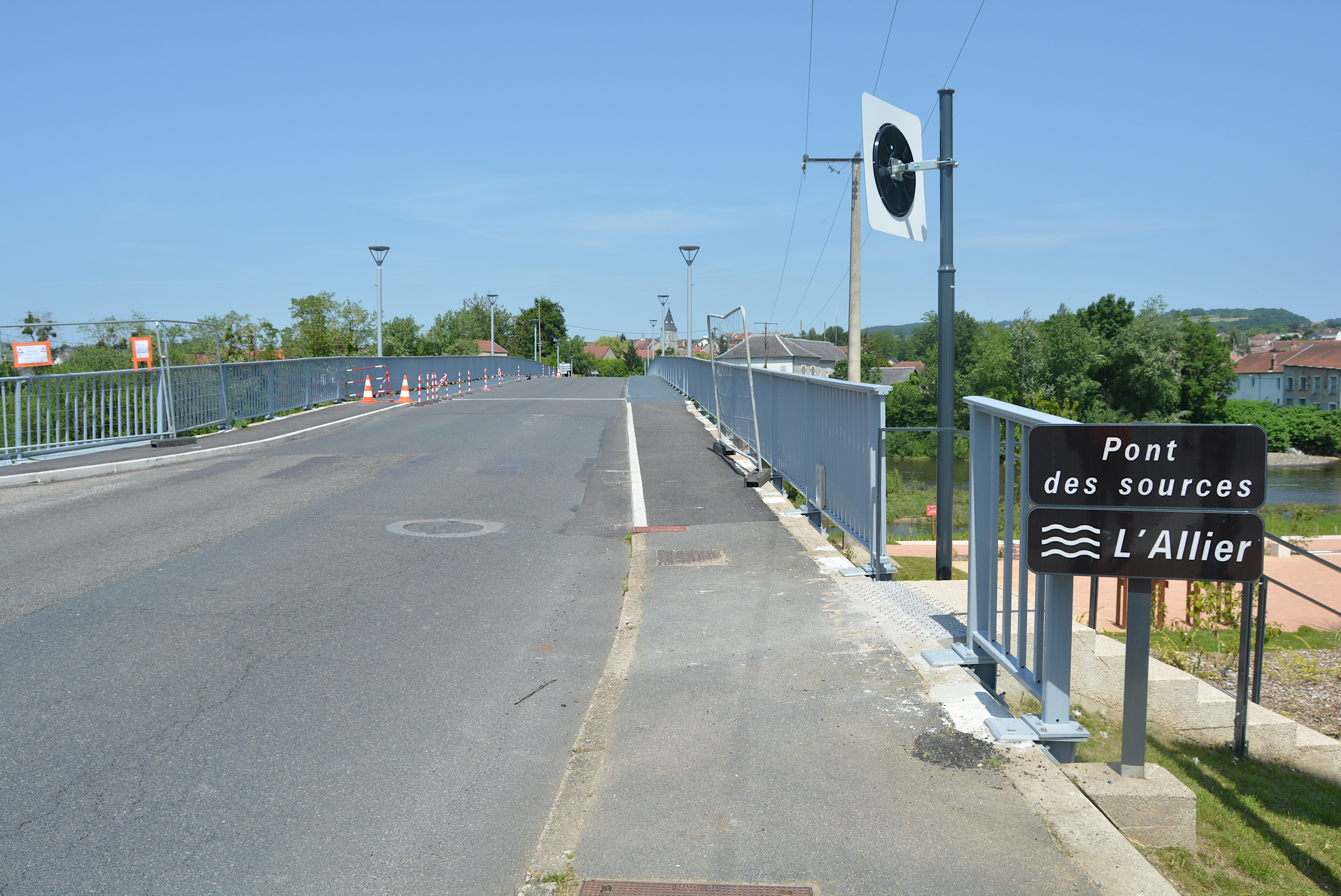
Pont des Sources, franchissant l'Allier, juste après sa rénovation, en mai 2023.
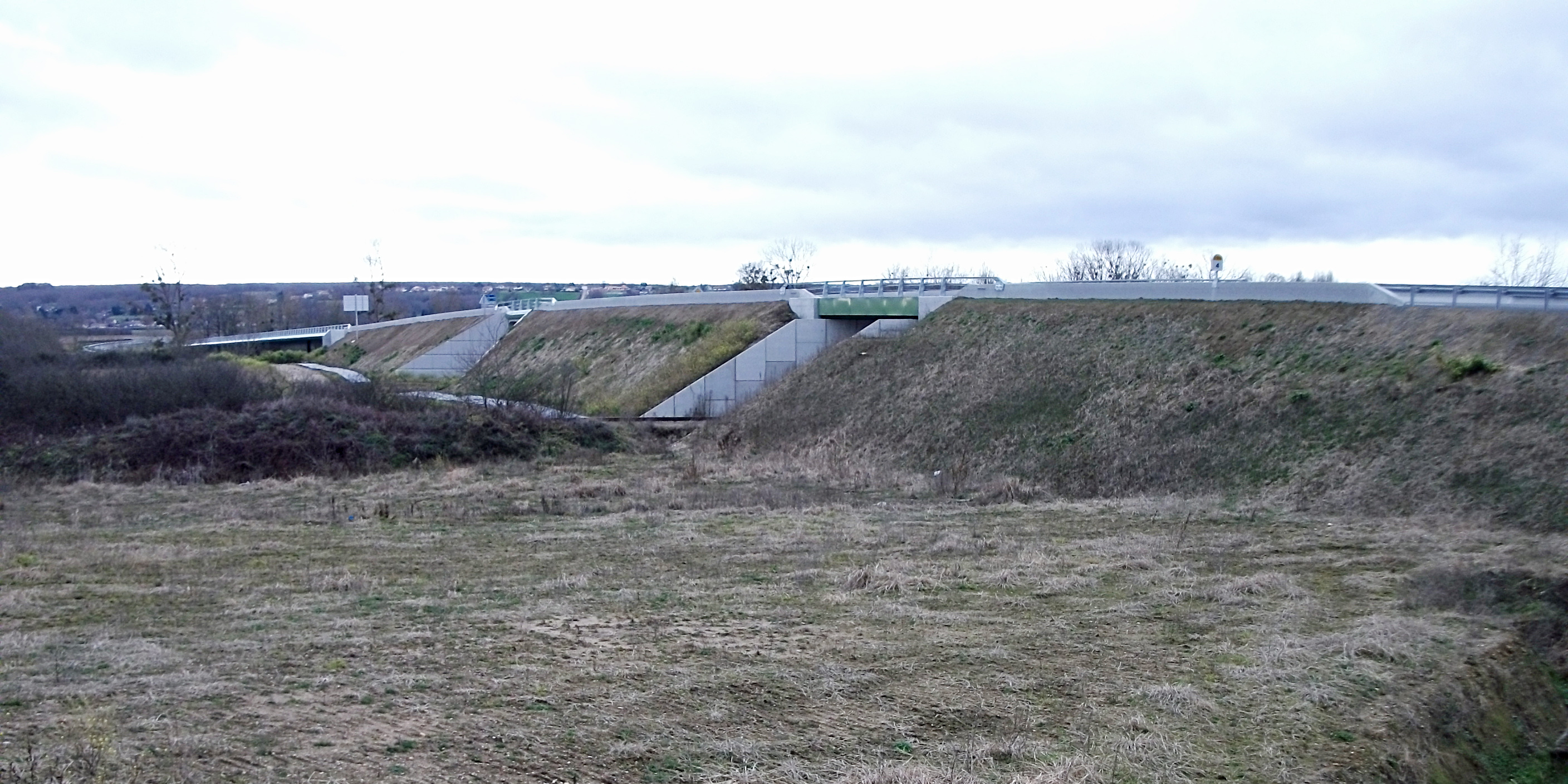
Début du contournement sud-ouest peu avant son ouverture, en 2016.

#### Transports en commun
Saint-Yorre est desservie par deux lignes d'autocar du réseau Cars Région Puy-de-Dôme :
- la ligne P03, reliant la gare routière de Vichy à Thiers, Pont-de-Dore, Ambert et Arlanc ;
- la ligne P55, reliant Puy-Guillaume à Vichy.

Les transports urbains ne desservent pas la ville de Saint-Yorre. Un service de transport à la demande, Mobival, fonctionne sur réservation téléphonique entre Vichy et Saint-Yorre, à raison de quatre allers et retours. Les arrêts « Nouvel Hôtel » et « Centre » assurent la desserte de la commune.

#### Transport ferroviaire

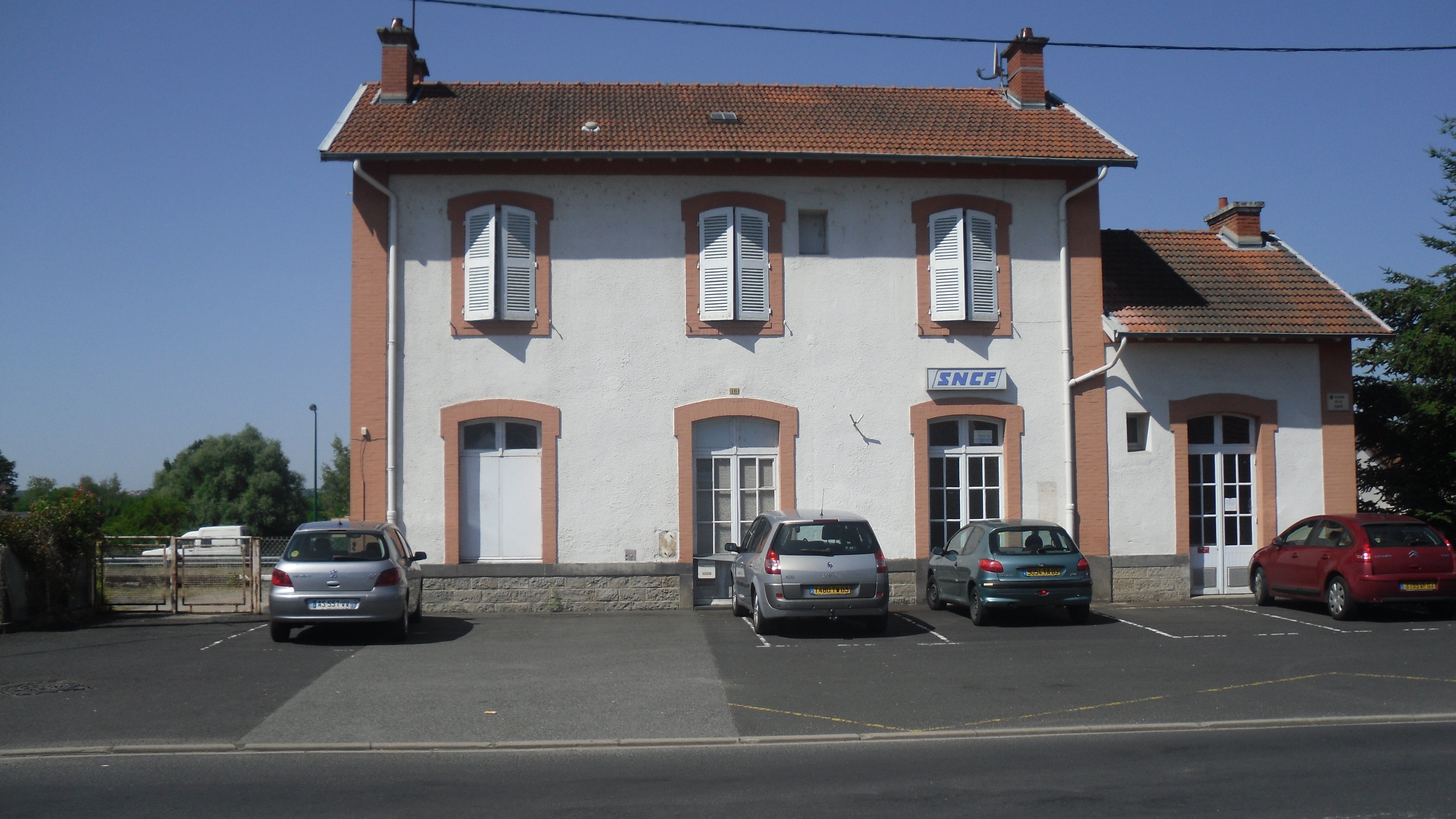
Gare de Saint-Yorre en 2010.

Malgré l'existence d'une ligne ferroviaire, celle de Saint-Germain-des-Fossés à Darsac, Saint-Yorre n'est plus desservie par le train et sa gare est fermée. Il ne transite que des trains de marchandises à destination des usines d'embouteillage ou de Puy-Guillaume.
La gare la plus proche ouverte au trafic marchandises est celle de Vichy, située huit kilomètres au nord.
Dans le cadre du schéma de cohérence territoriale de l'ancienne communauté d'agglomération de Vichy Val d'Allier, un projet de tram-train est à envisager sur la ligne abandonnée au trafic voyageurs.

#### Aménagements cyclables
En 2020, la communauté d'agglomération Vichy Communauté a réalisé la voie verte Via Allier, voie de 27 km de long reliant Billy au pont de Saint-Yorre, ainsi que la boucle des Sources (12 km, vers Abrest via le parc Larbaud, ou Hauterive).

### Risques naturels et technologiques
La commune de Saint-Yorre est soumise à quatre risques naturels et trois risques technologiques :
- risque d'inondation : la rivière Allier pouvant déborder d'une part[35], et d'autre part, la rupture du barrage de Naussac, en Lozère, conséquence secondaire[35] ;
- risque « mouvements de terrain » : un PPR concernant le retrait-gonflement des argiles a été approuvé le 22 août 2008[35] ;
- risque sismique : la commune est dans la zone de sismicité faible (niveau 2)[35] ;
- risque d'exposition au radon[34] ;
- risque « rupture de barrage »[34] ;
- risque de pollution des sols[34] ;
- risque « transport de matières dangereuses » : la route départementale 906 — le DDRM date de 2014 —, passant près du centre-ville de la commune, est une des routes du département dont le trafic dépasse 5 000 véhicules par jour en 2011. Une canalisation de gaz naturel passe aussi par la commune[35].

Elle fait en outre l'objet d'arrêtés de catastrophe naturelle : tempête de 1982, inondations et coulées de boue (la dernière datant de 2007). La commune est dotée d'un DICRIM, élaboré en 1998 et révisé en 2013, ainsi que d'un plan communal de sauvegarde.

## Toponymie
Saint-Yorre a connu plusieurs dénominations différentes. Son nom est d'origine médiévale (Sancti Thierri au XIIe siècle, issu du germanique Theudric, moine du VIe siècle). Au Moyen Âge, les habitants prononçaient « Saint-Thierry, Saint-Tiure, Saint-Thiaure, Saint-Yorre voire Saint-Georges ».
Saint-Yorre fait en effet partie de l'aire linguistique du Croissant, zone où les parlers de langue occitane et de langue d'oïl se rencontrent et se mélangent,. Dans le parler local Saint-Yorre est nommé Sent Tiore.

## Histoire
Avant 1789, la commune faisait partie du territoire du Bourbonnais.

### Moyen Âge
Un prieuré fut mentionné au VIIIe siècle.
Pendant tout le IIe millénaire et jusqu'aux années 1950-1960, les collines autour de Vichy étaient recouvertes de vignes.

### Époque moderne
La paroisse de Saint-Yorre semble née d'un moulin au lieu-dit Villa Moulin.

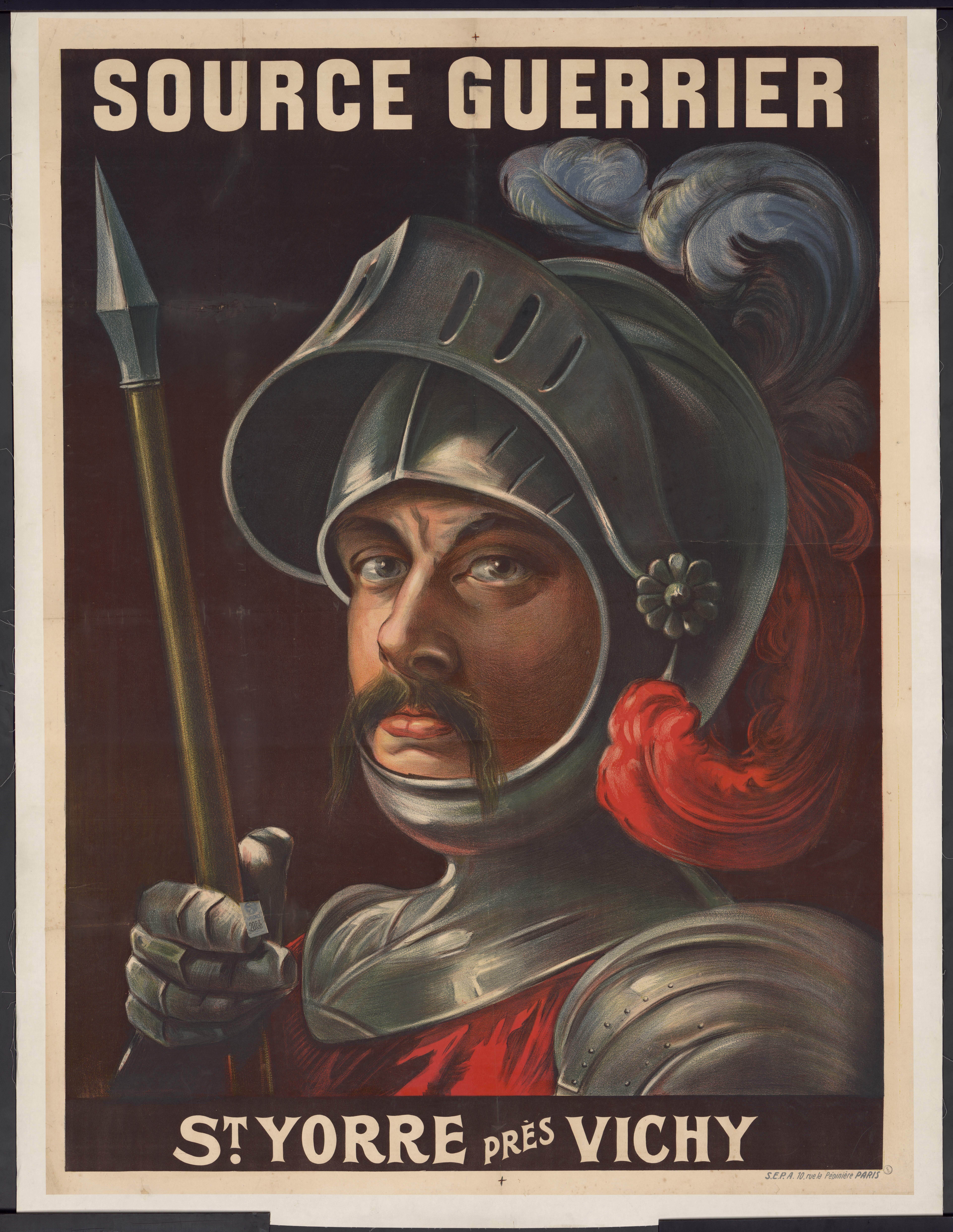
Affiche publicitaire de la Source Guerrier de St Yorre pres Vichy.

Une chapelle est érigée près de la source Guerrier. Un prieuré de bénédictins dépendant de l'abbaye de Cusset est construit mais une crue de l'Allier la détruit en 1739.
Un arrêté du conseil d'État du 3 mars 1733 supprime le droit de péage du pont des « Jarrots », où un premier bail fut octroyé par Jean Louis de Bourbon le 9 juin 1646. Ce droit a été réclamé par la dame de Gouffier. Un autre arrêté de 1744 autorisait au seigneur de Busset de « continuer de tenir un bac » avec perception de droits de passage. Saint-Yorre faisait alors partie de la seigneurie de Busset, de la châtellenie de Vichy, de la province du Bourbonnais et de la généralité de Moulins.
Pendant la Révolution française, la commune intégra le nouveau canton de Busset, lequel existe jusqu'en 1801 ; mais sa population était beaucoup moins importante que le chef-lieu du canton qui en comptait 1 442.

### Époque contemporaine
La population de la commune allait longtemps rester stable, « pendant plusieurs siècles, entre 200 et 350 habitants », jusqu'à « l'arrivée du chemin de fer par la construction de la ligne en provenance de Vichy ainsi que l'industrialisation des sources d'eau minérale » permettant « une augmentation considérable de la population ».

#### La production d'eau minérale
Nicolas Larbaud, père de l'écrivain Valery Larbaud, découvre l'eau minérale en 1853. Environ dix millions de bouteilles étaient produites vers 1900.
En 1926, Saint-Yorre comptait « seize établissements exploitant 72 sources ». La Société Commerciale d'eau minérale du Bassin de Vichy (SCBV) a été créée en 1928.
Les bouteilles de verres commencent à être produites par une industrie qui a vu le jour vers 1900. Les isolateurs commencent à être produits en 1928 pendant sept mois, les bocaux en 1936, tandis que le premier isolateur en verre trempé a vu le jour en 1947. Environ 15 000 tonnes de verre étaient produites chaque année.
La verrerie Sediver est cependant fermée en 2005 en raison d'une délocalisation en Chine et au Brésil. Le site laisse place à une friche partiellement réutilisée.

## Politique et administration

### Découpage territorial
La commune de Saint-Yorre est membre de la communauté d'agglomération Vichy Communauté, un établissement public de coopération intercommunale (EPCI) à fiscalité propre créé le 1er janvier 2017 dont le siège est à Vichy. Ce dernier est par ailleurs membre d'autres groupements intercommunaux.
Sur le plan administratif, elle dépendait du district de Cusset en 1793 puis de l'arrondissement de Lapalisse (d'abord orthographié La Palisse) en 1801, lequel fut transféré à Vichy en 1941, à la circonscription administrative de l'État de l'Allier et à la région Auvergne-Rhône-Alpes. Elle a appartenu à cinq cantons différents : Busset de 1793 à 1801, Cusset de 1801 à 1892, Vichy de 1892 à 1973, Vichy-Sud de 1973 à 1985 et Cusset-Sud de 1985 à 2015.
Sur le plan électoral, elle dépend du canton de Vichy-2 pour l'élection des conseillers départementaux, depuis le redécoupage cantonal de 2014 entré en vigueur en 2015, et de la troisième circonscription de l'Allier pour les élections législatives, depuis le dernier découpage électoral de 2010 (elle dépendait auparavant de la quatrième circonscription).

### Élections municipales et communautaires

#### Élections de 2020
Le conseil municipal de Saint-Yorre, commune de plus de 1 000 habitants, est élu au scrutin proportionnel de liste à deux tours (sans aucune modification possible de la liste), pour un mandat de six ans renouvelable. Compte tenu de la population communale, le nombre de sièges à pourvoir lors des élections municipales de 2020 est de 23. Les vingt-trois conseillers municipaux sont élus au premier tour avec un taux de participation de 54,06 %, se répartissant en vingt sièges issus de la liste de Joseph Kuchna et trois sièges issus de la liste de Franck Monnot.
Les deux sièges attribués à la commune au sein du conseil communautaire de la communauté d'agglomération Vichy Communauté sont issus de la liste de Joseph Kuchna.
Le conseil municipal est composé de 23 membres, dont six adjoints.

#### Chronologie des maires
| Période                                  | Période                      | Identité             | Étiquette   | Qualité |
| ---------------------------------------- | ---------------------------- | -------------------- | ----------- | --- |
| Les données manquantes sont à compléter. |                              |                      |             | |
| 1877                                     | novembre 1889 (décès)        | Nicolas Larbaud,     | Républicain | Pharmacien et propriétaire à Vichy Propriétaire des sources thermales de Saint-Yorre Conseiller d'arrondissement Président du conseil d'arrondissement |
| 1889                                     | 1900                         | Jean Vexenat         |             | |
| 1900                                     | 1910                         | Jean Guerrier        |             | |
| 1910                                     | mai 1912                     | Louis Philippe Gamet |             | |
| mai 1912                                 | mai 1929                     | Antoine Monat,       | SFIO        | Gérant de sources d'eau minérale |
| Les données manquantes sont à compléter. |                              |                      |             | |
| mars 1977                                | mars 2008                    | Jésus Moran          | PCF         | Ajusteur chez CERAVER, syndicaliste |
| mars 2008                                | novembre 2014 (démission)    | Roger Levillain,     | PCF (app.)  | Ingénieur Vice-président de Vichy Val d'Allier (? → 2014)                                                                                              |
| novembre 2014                            | En cours (au 8 juillet 2020) | Joseph Kuchna        | PCF (app.)  | Cadre supérieur de La Poste retraité Vice-président de Vichy Val d'Allier (2014 → 2016), puis de Vichy Communauté (2017 → ) ,                          |

### Autres élections
- Élections présidentielles
  - 2002 : Jacques Chirac 83,84 % ; Jean-Marie Le Pen 16,16 % ; participation 79,74 %[62]
  - 2007 : Nicolas Sarkozy 39,03 % ; Ségolène Royal 60,97 % ; participation 85,04 %[63]
  - 2012 : François Hollande 64,70 % ; Nicolas Sarkozy 35,30 % ; participation 82,65 %[64]
  - 2017 : Emmanuel Macron 65,36 % ; Marine Le Pen 34,64 % ; participation 72,28 %[65]
- Élections législatives
  - 2002 (4e circonscription) : Gérard Charasse 67,66 % ; Claude Malhuret 32,34 % ; participation 63,94 %[66]
  - 2007 (4e circonscription) : Gérard Charasse 71,28 % ; Claude Malhuret 28,72 % ; participation 65,85 %[67]
  - 2012 (3e circonscription) : Gérard Charasse 73,96 % ; Claude Malhuret 26,04 % ; participation 59,14 %[68]
  - 2017 (3e circonscription) : Bénédicte Peyrol 68,10 % ; Gabriel Maquin 31,90 % ; participation 39,10 %[69]
- Élections européennes (deux meilleurs scores)
  - 2004 : Catherine Guy-Quint (PS) 33,18 % ; Daniel Geneste (PCF) 17,39 % ; participation 44,68 %[70]
  - 2009 : Jean-Pierre Audy (UMP) 23,59 % ; Henri Weber (PS) 21,03 % ; participation 41,80 %[71]
  - 2014 : Bernard Monot (FN) 28,15 % ; Brice Hortefeux (UMP) 18,49 % ; participation 42,20 %[72]
  - 2019 : Jordan Bardella (RN) 26,48 % ; Nathalie Loiseau (LREM) 18,53 % ; participation 51,40 %[73]
- Élections régionales
  - 2004 (Auvergne) : Pierre-Joël Bonté 68,05 % ; Valéry Giscard d'Estaing 31,95 % ; participation 66,57 %[74]
  - 2010 (Auvergne) : René Souchon 69,78 % ; Alain Marleix 30,22 % ; participation 52,73 %[75]
  - 2015 (Auvergne-Rhône-Alpes) : Laurent Wauquiez 36,24 % ; Jean-Jack Queyranne 39,60 % ; participation 54,74 %[76]
- Élections municipales
  - En 2008, le maire sortant, en place depuis 1977, Jésus Moran (PCF), est le seul de sa liste à ne pas être réélu. Il est remplacé par son adjoint, Roger Levillain (sans étiquette)[77].
  - En 2014, Roger Levillain (liste PG) a été réélu (dix-huit sièges au conseil municipal et deux au conseil communautaire), tandis que Serge Gayet (liste DVG) a été battu (cinq sièges au conseil municipal et un au conseil communautaire)[78].

Roger Levillain a cependant démissionné et a laissé place à Joseph Kuchna, jusqu'alors premier adjoint.
Aux élections départementales de 2015, le binôme Frédéric Aguilera - Évelyne Voitellier, élu dans le canton, a recueilli 66,79 % des suffrages exprimés. 45,33 % des électeurs ont voté (951 votants sur 2 098 inscrits).

### Finances locales
Les élus ont approuvé le budget primitif 2015 à l'issue d'un conseil municipal tenu en avril, s'élevant à 4,2 millions d'euros en fonctionnement et à 3,7 millions d'euros en investissement. Les taxes locales sont les suivantes : taxe d'habitation 6,42 %, taxe foncière sur les propriétés bâties 9,39 % et non bâties 26,60 %.

### Jumelages
Membre du comité de jumelage Teraanga, dont font partie les communes de Brugheas et du Donjon en France et Nguékhokh au Sénégal, la commune affirme sa volonté d'ouverture vers l'extérieur et notamment sa coopération internationale. Ce projet est soutenu depuis 2002 par le département de l'Allier.

## Équipements et services publics

### Eau et déchets
Une déchèterie est implantée au nord de la commune, gérée par le SICTOM Sud-Allier.
La commune gérait, en 2004, la distribution des eaux.

### Enseignement
Saint-Yorre dépend de l'académie de Clermont-Ferrand. Elle gère l'école maternelle Jacques-Brel et une école élémentaire, le groupe scolaire Nicolas-Larbaud et Marie-Curie.
Les élèves poursuivent leur scolarité au collège public Victor-Hugo, situé dans la commune et géré par le conseil départemental de l'Allier, puis au lycée Albert-Londres de Cusset.

### Santé

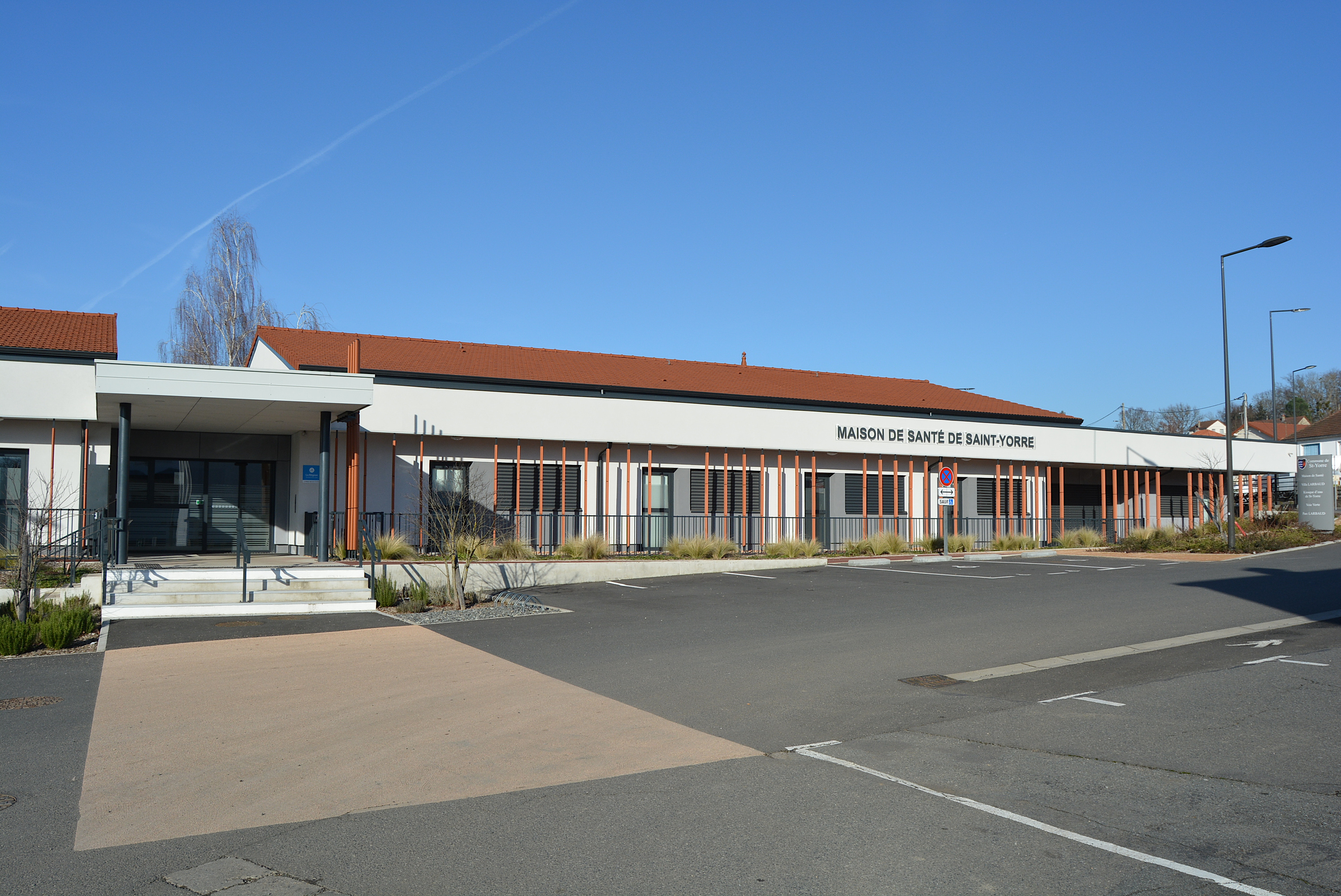
La maison de santé a été inaugurée en 2022.

Le centre hospitalier Jacques-Lacarin, situé à Vichy et le plus proche de Saint-Yorre, assure les urgences.
Une maison de santé pluridisciplinaire, située avenue de Vichy, sur un ancien bâtiment de l'usine Frulact et ouverte depuis le 1er septembre 2022, accueille quinze professionnels de santé dont deux médecins généralistes, deux infirmières et trois kinésithérapeutes. Elle a été inaugurée le 19 novembre 2022. L'investissement a coûté 3,8 millions d'euros, avec subventions de l'État, de la région, du département, de la communauté d'agglomération et de la commune (autofinancement).

### Justice, sécurité, secours et défense
Sur le plan judiciaire, Saint-Yorre dépend de la cour administrative d'appel de Lyon, de la cour d'appel de Riom, du tribunal administratif de Clermont-Ferrand, du tribunal de proximité de Vichy et des tribunaux judiciaire et de commerce de Cusset.

## Population et société

### Démographie
Les habitants sont appelés les Saint-Yorrais et les Saint-Yorraises.

#### Évolution démographique
L'évolution du nombre d'habitants est connue à travers les recensements de la population effectués dans la commune depuis 1793. Pour les communes de moins de 10 000 habitants, une enquête de recensement portant sur toute la population est réalisée tous les cinq ans, les populations de référence des années intermédiaires étant quant à elles estimées par interpolation ou extrapolation. Pour la commune, le premier recensement exhaustif entrant dans le cadre du nouveau dispositif a été réalisé en 2007.

En 2022, la commune comptait 2 618 habitants, en évolution de −0,72 % par rapport à 2016 (Allier : −1,38 %, France hors Mayotte : +2,11 %).
| 1793 | 1800 | 1806 | 1821 | 1831 | 1836 | 1841 | 1846 | 1851 |
| ---- | ---- | ---- | ---- | ---- | ---- | ---- | ---- | ---- |
| 233  | 229  | 229  | 288  | 248  | 282  | 270  | 278  | 258  |

| 1856 | 1861 | 1866 | 1872 | 1876 | 1881 | 1886 | 1891 | 1896 |
| ---- | ---- | ---- | ---- | ---- | ---- | ---- | ---- | ---- |
| 265  | 259  | 265  | 294  | 280  | 364  | 340  | 565  | 734  |

| 1901 | 1906  | 1911  | 1921  | 1926  | 1931  | 1936  | 1946  | 1954  |
| ---- | ----- | ----- | ----- | ----- | ----- | ----- | ----- | ----- |
| 979  | 1 195 | 1 548 | 1 657 | 2 380 | 2 711 | 2 463 | 2 252 | 2 778 |

| 1962  | 1968  | 1975  | 1982  | 1990  | 1999  | 2006  | 2007  | 2012  |
| ----- | ----- | ----- | ----- | ----- | ----- | ----- | ----- | ----- |
| 2 942 | 3 042 | 3 154 | 3 103 | 3 003 | 2 840 | 2 745 | 2 734 | 2 788 |

| 2017  | 2022  | - | - | - | - | - | - | - |
| ----- | ----- | - | - | - | - | - | - | - |
| 2 561 | 2 618 | - | - | - | - | - | - | - |

L'évolution démographique de la commune a longtemps suivi la tendance de l'ancienne communauté d'agglomération de Vichy Val d'Allier. Tout comme le cœur urbain (Vichy et Cusset) et Saint-Germain-des-Fossés, la commune a perdu des habitants dans les années 2000 alors que celle des autres communes augmente ; cette baisse peut s'expliquer par la situation économique et notamment la fermeture d'usines. Elle s'accentue encore plus sur la période 2014-2020, avec un taux annuel moyen de variation de −1,5 %.

#### Pyramide des âges
En 2021, le taux de personnes d'un âge inférieur à 30 ans s'élève à 29,2 %, soit au-dessus de la moyenne départementale (29,0 %). À l'inverse, le taux de personnes d'âge supérieur à 60 ans est de 34,4 % la même année, alors qu'il est de 35,6 % au niveau départemental.
En 2021, la commune comptait 1 229 hommes pour 1 366 femmes, soit un taux de 52,64 % de femmes, légèrement supérieur au taux départemental (52,03 %).
Les pyramides des âges de la commune et du département s'établissent comme suit :
| Hommes | Classe d’âge | Femmes |
| ------ | ------------ | ------ |
| 1,3    | 90 ou +      | 2,8    |
| 9,3    | 75-89 ans    | 11,8   |
| 22,7   | 60-74 ans    | 21,0   |
| 18,9   | 45-59 ans    | 20,2   |
| 16,5   | 30-44 ans    | 16,9   |
| 13,1   | 15-29 ans    | 12,5   |
| 18,2   | 0-14 ans     | 14,8   |

| Hommes | Classe d’âge | Femmes |
| ------ | ------------ | ------ |
| 1,2    | 90 ou +      | 3      |
| 10     | 75-89 ans    | 13,4   |
| 21,3   | 60-74 ans    | 22     |
| 20,6   | 45-59 ans    | 19,6   |
| 15,7   | 30-44 ans    | 15     |
| 15,6   | 15-29 ans    | 12,9   |
| 15,7   | 0-14 ans     | 14     |

### Manifestations culturelles et festivités
En juillet, la ville de Saint-Yorre organise le festival de rue et de cirque « Les Arts dans la bulle ».
Tous les mercredis matin, un marché est organisé sous la halle couverte.

### Sports et loisirs

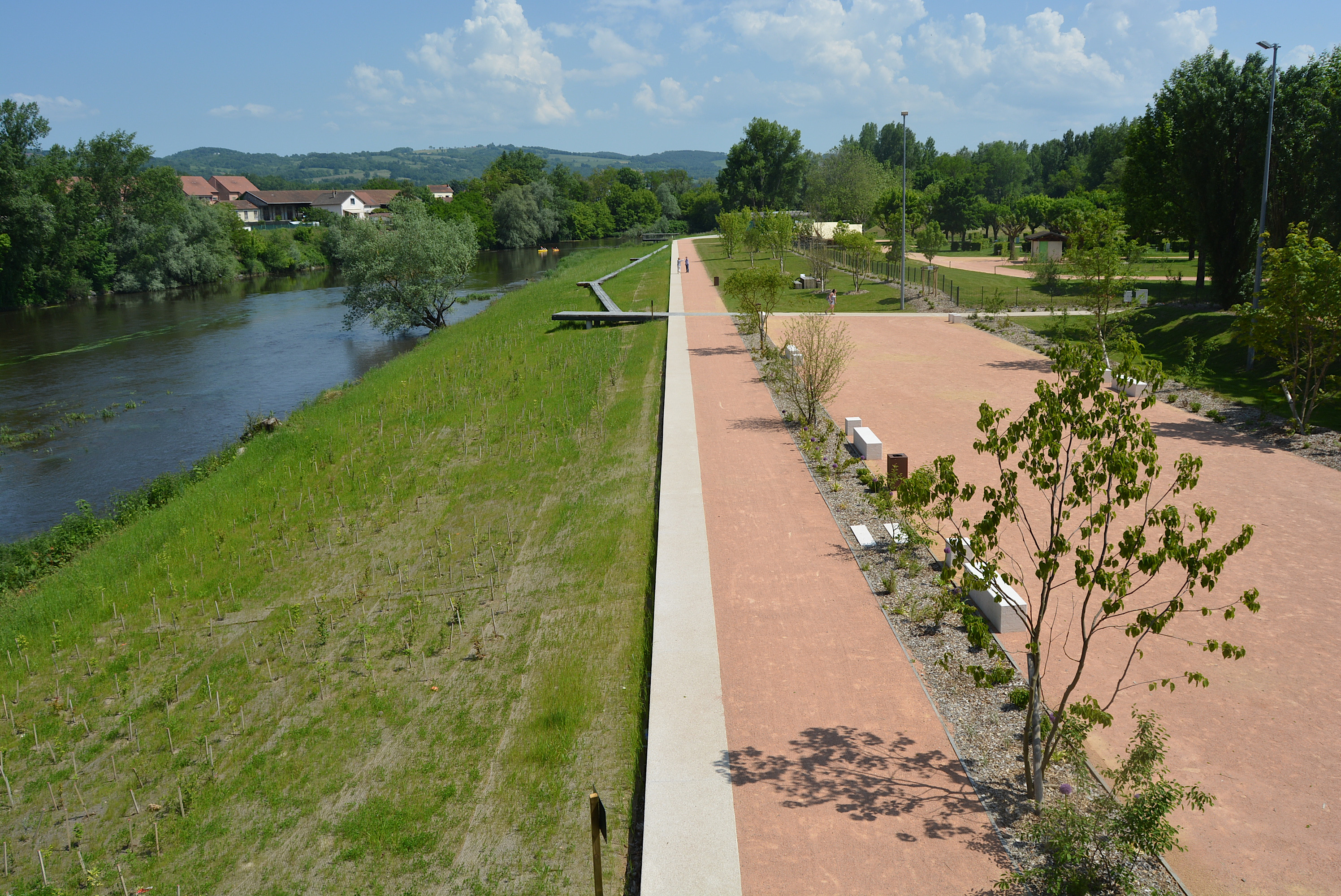
Base de loisirs, en mai 2023.

Le centre omnisports de Saint-Yorre est situé en rive gauche de l'Allier, à cheval sur trois communes et deux départements (Saint-Yorre, ainsi que Saint-Priest-Bramefant et Saint-Sylvestre-Pragoulin dans le département voisin du Puy-de-Dôme). Il comprend un terrain de football et un terrain de rugby, ainsi qu'un terrain d'entraînement pour chaque sport.
La piscine, aussi en rive gauche, est gérée par la communauté d'agglomération Vichy Communauté. Ouverte en 1973, elle offre « une alternative à la saturation du stade aquatique en été ». Entre l'été 2014 et l'été 2015, façades, accueil, vestiaires et bains ont été rénovés pour un coût de 2,2 millions d'euros.
La Halle des Sports se situe en rive droite. Des sports sont pratiqués tels que le judo, le basket-ball ou le volley-ball.
Il existe également un boulodrome, un skatepark et quatre terrains de tennis.
Une base de loisirs a été créée en amont du pont de Saint-Yorre. Le site comprend un boulodrome, une aire de jeux, une aire de pique-nique ainsi qu'une pergola semi-couverte. Le projet d'aménagement du site permet également de renaturer les berges de l'Allier en réduisant le risque d'inondation. Les travaux ont coûté 2,9 millions d'euros hors taxes. La base de loisirs a été inaugurée le 26 mai 2023.
Dans le cadre des Jeux olympiques d'été de 2024, la flamme olympique est passée par six communes du département de l'Allier le 21 juin 2024, dont Saint-Yorre.

## Économie
De nombreuses entreprises ont apporté leur contribution au développement de la commune. Elle a, entre autres, accueilli Hepatoum, fabricant de produits pharmaceutiques à base d'eau de Saint-Yorre, ou Granger-Bouguet-Pau, fabricant de sirops et colorants alimentaires, ou encore Comalait. Néanmoins quelques-unes ont fermé, comme Sediver, Frulact (désormais une friche) et, en 2013, Candia.
La commune compte trois zones d'activités :
- la zone d'activités de la Croix des Vernes, gérée par la communauté d'agglomération Vichy Communauté, à vocation artisanale, industrielle et commerciale[99]. Située au sud du bourg, elle s'étend sur près de seize hectares[D 5] ;
- la zone d'activités des Chênes ; d'une superficie de six hectares, il est repéré par le schéma de cohérence territoriale commune une friche industrielle[D 5] ;
- une troisième zone d'activités existe au nord de la commune, en zone inondable[D 5].

### Revenus de la population et fiscalité
En 2011, le revenu fiscal médian par ménage s'élevait à 25 529 €, ce qui plaçait Saint-Yorre au 23 947e rang des communes de plus de 49 ménages en métropole.

### Emploi
En 2020, la population âgée de 15 à 64 ans s'élevait à 1 408 personnes, parmi lesquelles on comptait 72,5 % d'actifs dont 63,8 % ayant un emploi et 8,8 % de chômeurs.
On comptait 1 071 emplois dans la zone d'emploi. Le nombre d'actifs ayant un emploi résidant dans la zone étant de 908, l'indicateur de concentration d'emploi est de 117,9 %, ce qui signifie que la commune offre plus d'un emploi par habitant actif. Toutefois, la commune comptait plus d'emplois en 2009 (1 201) et en 1999 (1 470) : la fermeture de deux usines importantes au début du XXIe siècle marque la désindustrialisation de la commune.
801 des 907 personnes âgées de quinze ans ou plus (soit 88,3 %) sont des salariés. 70,3 % des actifs travaillent hors de la commune de résidence.

### Entreprises et commerces
Au 31 décembre 2020, Saint-Yorre comptait 171 unités légales, dont 49 dans le commerce de gros et de détail, les transports, l'hébergement ou la restauration, 32 dans l'administration publique, l'enseignement, la santé humaine et l'action sociale et 28 dans la construction, ainsi que 200 établissements.
Plus d'une dizaine d'entreprises sont implantées à Saint-Yorre, dont l'une des plus importantes est la SCBV, chargée d'embouteiller l'eau minérale Saint-Yorre.
Certaines ont fermé, comme l'usine Candia, le 24 décembre 2013, avec la perte de cent six emplois. La fermeture a été décidée dès novembre 2012, justifiant la dégradation de la compétitivité selon le groupe Sodiaal. Afin de reprendre immédiatement l'activité sur ce site, une convention, signée avec l'État, définit un périmètre de revitalisation économique avec la communauté d'agglomération, ainsi que la communauté de communes du Bassin de Gannat, établissant une contribution financière de 583 500 €, afin de compenser le plan social de Candia. Cette contribution se décompose en quatre actions : création de vingt emplois pour la mise en œuvre de projets structurants, abondement à un fonds pour la création de trente-deux emplois, rémunération de cabinet et action de reprise du site industriel.
En 2015, Renova, une entreprise portugaise spécialisée dans les produits de consommation en papier (papier toilette, essuie-tout, serviette…) s'est implantée sur le site de Candia, avec trente emplois. Le site est actif depuis mars 2016.
L'entreprise Sediver, créée en 1898 à Saint-Yorre, est spécialisée dans la fabrication de verre trempé (dont elle est le leader mondial), mais aussi dans la production d'isolateurs pour les réseaux de transport et de distribution d'électricité. Bien que le site de production ait été fermé en 2005, les directions scientifique et recherche/qualité sont toujours présentes sur le site de Saint-Yorre qui emploie 25 personnes.

#### Agriculture
La commune est située au sud-est de la région agricole du Val d'Allier.
Elle ne comptait aucune exploitation agricole en 2010 (contre deux en 2000 et six en 1988), même si des terres agricoles sont cultivées par les exploitants des communes voisines.
C'est l'une des rares communes de l'agglomération à ne presque plus avoir de SAU.

#### Commerces
La base permanente des équipements de 2015 recensait un supermarché (à enseigne Market), une grande surface de bricolage, une supérette, une épicerie, trois boulangeries, une boucherie-charcuterie, une librairie-papeterie-marchand de journaux, un magasin de meubles, deux fleuristes, un magasin d'optique ainsi qu'une station-service aux abords du supermarché,.
Un magasin de bricolage est prévu au sud de la zone d'activités des Jarrauds, non loin du débouché du contournement sud-ouest. Malgré deux refus des commissions nationale et départementale d'aménagement commercial, la décision du 22 avril 2015 approuve le projet avec une surface de 8 000 m2 et plus de 300 places de stationnement. Ce magasin, dont l'enseigne n'est pas encore connue, viendra concurrencer trois enseignes nationales implantées dans l'agglomération (Gedimat à Abrest, Bricomarché et un local à Cusset ou Mr Bricolage à Charmeil).

#### Tourisme
La commune comptait un hôtel trois étoiles de seize chambres ainsi qu'un camping deux étoiles de 98 emplacements au 1er janvier 2023.

## Culture locale et patrimoine

### Lieux et monuments

#### Les sources du bassin de Vichy
On dénombre plus de cent sources dans la commune. La source Larbaud a été exploitée de 1889 à 1930 par la constitution de l'héritage de Valery ainsi que d'Isabelle Larbaud jusqu'à son décès en 1930.
De nombreuses sources sont exploitées dans les usines d'embouteillage : la « Source Royale », ou même la source des Célestins. Cependant, nombre d'entre elles ont été abandonnées et huit « minéralisées ».

#### Autres édifices

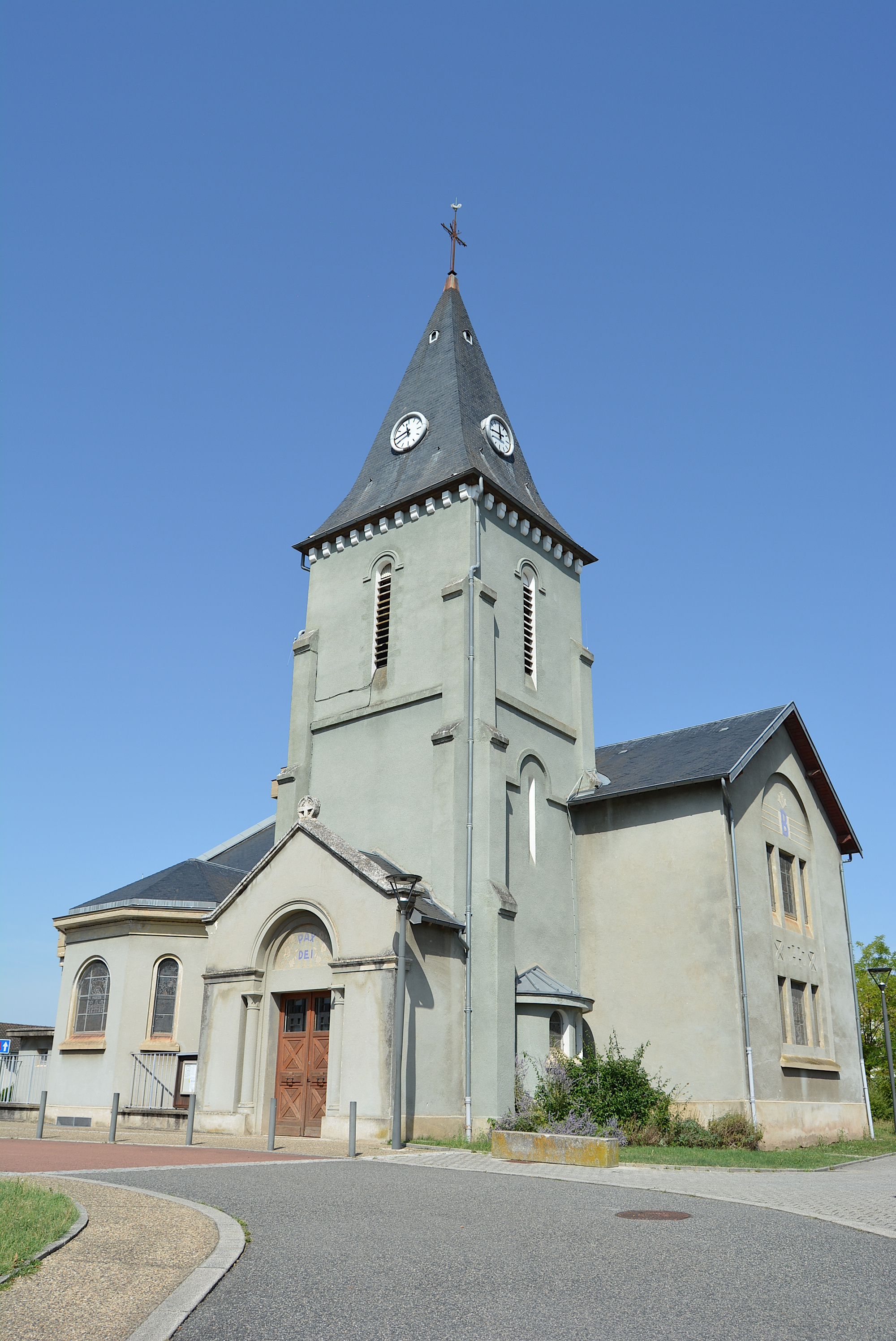
Église Saint-Éloi.

- Église Saint-Éloi ou Sainte-Bernadette. Construite au XIXe siècle sur les plans des architectes vichyssois Chanet et Liogier, elle comprend « une nef flanquée de deux chapelles et un chœur décoré de mosaïques art déco en 1938 »[113].

### Personnalités liées à la commune
- L'abbé Michel Peynot (1866-1950), curé de Saint-Yorre de 1898 à 1904 et auteur d'une monographie historique sur la ville.
- Le commandant Gabriel Romon, directeur du Centre d'Hauterive, Allier, du Groupement des Contrôles Radioélectriques (GCR) de 1940 à 1944 (qui transmettait clandestinement des informations stratégiques sur l'occupant, à Londres), commandant des transmissions de l'Armée Secrète, arrêté par la Gestapo à son domicile 86 route de Thiers à Saint-Yorre le 12 décembre 1943 (plaque commémorative posée le 12 décembre 2008), déporté et fusillé en Allemagne le 21 août 1944, mort pour la France. Une rue du Commandant-Romon a été baptisée à Saint-Yorre le 12 mai 1946[114].
- Henri Laville (1915-1958), instituteur, journaliste et écrivain ; il y exerce son métier d'instituteur entre septembre 1940 et septembre 1944. C'est là qu'il écrit son premier roman, Petite frontière, publié en 1944 et 1946 chez Julliard. Cette période de sa vie lui inspire L'Hôtel des Quatre-Vents, roman qui porte sur la période de l’Occupation, mais qu'il ne parvient pas à faire publier (toujours inédit à ce jour)[115].
- Nolwenn Leroy (28 septembre 1982, Saint-Renan, Finistère), chanteuse française.

### Héraldique
| Blason de Saint-Yorre | Parti : au 1er d'azur aux trois fasces ondées d'argent, au 2e de sable à la flamme de gueules. |